# イタリアの企業一覧
イタリア企業の一覧（イタリアきぎょうのいちらん）は、イタリア共和国内に本拠を置く主な企業の一覧である。原則的に五十音順で列挙することとする。

## ア行
- アウロラ
- アエリタリア
- アグスタ
- アチェルビス
- アトランティア
- アネージ
- アプリリア
- アリアンスペース
- アリタリア-イタリア航空
- アルパインスターズ
- アルファロメオ
- アンサルド
- イヴェコ
- イタレリ
- イタリア放送協会
- イタルジェット
- イタルデザイン
- I.DE.A
- インテーザ・サンパオロ
- VOR
- ウニクレディト
- AGV
- エッフェトレ・モレッティ
- Eni
- NCR
- エネル
- SWM
- MVアグスタ
- エレッセ
- オリタリア
- オリベッティ

## カ行
- ガエルネ
- カジバ
- カッシーナ
- Kappa
- ガレリ
- カンパニョーロ
- キトン
- グッチ
- クラン
- ゲッツィ&ブリアン
- カルトグラフ

## サ行
- サエコ
- サルヴァトーレ・フェラガモ
- CR&S
- ジオス
- ジレラ
- Suomy
- SIDI
- スティルマーチン
- スパルコ
- スピガドーロ
- SPIDI
- セガフレード・ザネッティ
- ゼネラリ保険
- ソル・レオーネ

## タ行
- ダイネーゼ
- ダヴィデ・カンパリ
- チェリー
- ディアドラ
- tm
- ディーゼル
- D.P.I. Safety
- ディブラッシ
- ディヴェッラ
- デ・チェッコ
- テラ・モデナ
- デル・ヴェルデ
- テレコム・イタリア
- デローザ
- デロンギ
- ドゥカティ
- トレニタリア

## ナ行
- Novation

## ハ行
- パガーニ・アウトモビリ
- バリラ
- パルマラット
- ピアジオ
- ビアンキ
- 日立レール（旧日立レールイタリアおよびアンサルド・ブレーダ）
- 日立レールSTS（旧アンサルドSTS）
- ピナレロ
- ヴィブラム
- ビモータ
- ピレリ
- ファツィオリ
- ファンティック
- フィアット
- ブイトーニ
- フィラ
- フェラーリ
- フェンディ
- VOR
- フォルマブーツ
- フォンドリエスト
- プリズミアン
- ブルネロクチネリ
- ブレーダ・メッカニカ・ブレシャーナ（ブレダ）
- ブレンボ
- プラスティモーダ
- ベータ
- ベネトン
- ベネリ
- ベルトーネ
- ベレッタ
- ポステ・イタリアーネ
- ポケール
- ボスコ
- ヴァイルス
- ヴィチェンツィ
- ヴォイエロ

## マ行
- マーニ
- マジストローニ
- マセラティ
- マラグーティ
- メディアセット
- モト・グッツィ
- モト・モリーニ

## ヤ行
- Ufo Plast

## ラ行
- ラヴァッツァ
- ラベルダ
- ラ・リナシェンテ
- ランチア
- ランボルギーニ
- リコルディ
- リチャードジノリ
- リバロッシ
- リマ
- レオナルド
- ロット